# Arrigo Pintonello
Arrigo Pintonello (Rivale di Pianiga, 28 agosto 1908 – Pomezia, 8 luglio 2001) è stato un arcivescovo cattolico italiano.

## Biografia

### Primi anni
Nasce a Pianiga dall'agente agrario Giacinto (1868-1935) e dalla possidente Lina Lucia Cogo (1870-1958), entrambi nati a Vigodarzere. È fratello dell'ingegnere Achille Pintonello. Visse la giovinezza a Cadoneghe, località di origine della famiglia.
Viene ordinato sacerdote da Elia Dalla Costa, vescovo di Padova, nel duomo di Cittadella, il 9 ottobre 1932.
Il suo primo impegno pastorale è presso l'oratorio di San Pietro in Este.

### Cappellano militare
Nel 1935 è cappellano militare. Inizia la sua carriera con la nomina a cappellano di Marina presso l'ospedale militare di Pola. Divenuto di ruolo nella Regia Marina nel marzo 1936, viene trasferito nell'aprile 1937 alle dipendenze del Regio Esercito. Assegnato presso il presidio di Brunico dal novembre 1938 al 12 giugno 1940, allo scoppio della guerra diviene cappellano di collegamento tra la Curia militare e lo Stato Maggiore Italiano presso l'Ufficio dell'Ordinariato Militare per l'Italia. L'11 febbraio 1941 viene nominato cappellano militare Capo e il 5 agosto successivo trasferito presso il Comando del C.S.I.R. - in seguito ARMIR - come dirigente dell'Ufficio di assistenza spirituale. Il suo apostolato è quello di dare affetto ai vivi e conforto ai morenti. Proprio dei morenti raccoglie le ultime volontà per poi trasmetterle alle loro famiglie. Organizza i cimiteri di guerra ed un sistema d'identificazione delle salme (una bottiglietta contenente l'atto di morte firmato dal cappellano posto tra le mani dai caduti). Il suo intento è quello di facilitare, al termine della guerra, l'identificazione e la collocazione delle salme dei militari caduti in Russia. È soprannominato dai suoi militari "il cappellano delle nevi e cappellano dei dispersi".
Cadde prigioniero dei partigiani russi il 27 dicembre 1942.
Rientrato in Italia, il 5 aprile del 1943, viene nominato rettore del Pontificio Seminario Regionale di Viterbo (17 agosto 1945) e l'anno successivo, il 13 settembre 1946, rettore del Pontificio Seminario Regionale di Salerno, tra i più grandi d'Italia, con circa 400 allievi di filosofia e teologia. Attento alle difficoltà di tutti, sempre pronto a porgere aiuto anche ai più poveri a cui donava, in maniera molto riservata, persino i suoi indumenti.
Il suo stato di servizio ne ricorda le gesta durante la Campagna di Russia, così come l'opera di ricerca dei caduti, dei dispersi e dei cimiteri militari distrutti dall'Armata Rossa, continuata nel secondo dopoguerra:

### Arcivescovo
Il 4 novembre 1953 è nominato arcivescovo titolare di Teodosiopoli di Arcadia e ordinario militare per l'Italia ovvero vescovo della struttura religiosa delle Forze armate italiane, carica che gli comporta automaticamente la nomina a generale di corpo d'armata.
È consacrato nella Basilica di San Carlo al Corso dal cardinale Adeodato Giovanni Piazza, segretario della Congregazione concistoriale e presidente della Conferenza Episcopale Italiana. Il servizio di ordinario militare venne improntato all'armonizzazione della tradizione e cambiamento circa gli orientamenti spirituali, intellettuali e pastorali del ministero sacerdotale. I cappellani erano invitati a collaborare con i sacerdoti delle diocesi dov'erano situati gli enti militari.
Ordinario dal carattere deciso, geloso delle sue responsabilità. Fonda l'Accademia dei cappellani militari a Pomezia e l'Opera Mons. Bartolomasi per le vocazioni ecclesiastiche. Dà vita alla Rivista Bonus miles Christi, all'Associazione dei Cappellani in Congedo, la cui attività iniziò nel 1961, anno del riordino a livello di legislazione italiana della figura e dei compiti del cappellano militare in Italia. Un'idea, quella dell'Associazione, espressa da mons. Pintonello l'11 giugno 1959 all'udienza concessa da Giovanni XXIII, già cappellano militare, a circa 800 cappellani in congedo, riuniti in preghiera nei giardini vaticani ai piedi della Vergine di Lourdes. Da qui l'iniziativa del pellegrinaggio militare a Lourdes.
Durante il Concilio Vaticano II fu eletto presidente della Commissione Studi e Seminari.
Nel 1953 il presidente della Repubblica gli conferì la massima onorificenza italiana di cavaliere di gran croce al merito della Repubblica per l'alto ministero svolto al servizio della Patria in guerra come cappellano capo in Russia ed in pace come ordinario militare.
Dal 1965 al 1967 fu amministratore apostolico di Velletri, per poi essere nominato vescovo di Terracina-Latina, Priverno e Sezze nel 1967.

### Ultimi anni e morte
Nel 1971 rinunciò alle diocesi e si dedicò all'istituzione di una grande scuola dalla materna al liceo linguistico e scientifico denominato college Selva dei Pini di Pomezia, sul modello dei grandi college stranieri.
A Pomezia, negli anni '90, Mel Gibson fece cresimare da mons. Pintonello due dei suoi figli
Morì a Pomezia l'8 luglio 2001. È sepolto nella tomba di famiglia presso il cimitero di Cadoneghe.
Michele Cardin diceva di lui:
(Michele Cardin)

## Genealogia episcopale
La genealogia episcopale è:
- Cardinale Scipione Rebiba
- Cardinale Giulio Antonio Santori
- Cardinale Girolamo Bernerio, O.P.
- Arcivescovo Galeazzo Sanvitale
- Cardinale Ludovico Ludovisi
- Cardinale Luigi Caetani
- Cardinale Ulderico Carpegna
- Cardinale Paluzzo Paluzzi Altieri degli Albertoni
- Papa Benedetto XIII
- Papa Benedetto XIV
- Cardinale Enrico Enriquez
- Arcivescovo Manuel Quintano Bonifaz
- Cardinale Buenaventura Córdoba Espinosa de la Cerda
- Cardinale Giuseppe Maria Doria Pamphilj
- Papa Pio VIII
- Papa Pio IX
- Cardinale Alessandro Franchi
- Cardinale Giovanni Simeoni
- Cardinale Antonio Agliardi
- Cardinale Basilio Pompilj
- Cardinale Adeodato Piazza, O.C.D.
- Arcivescovo Arrigo Pintonello